# Cronicar

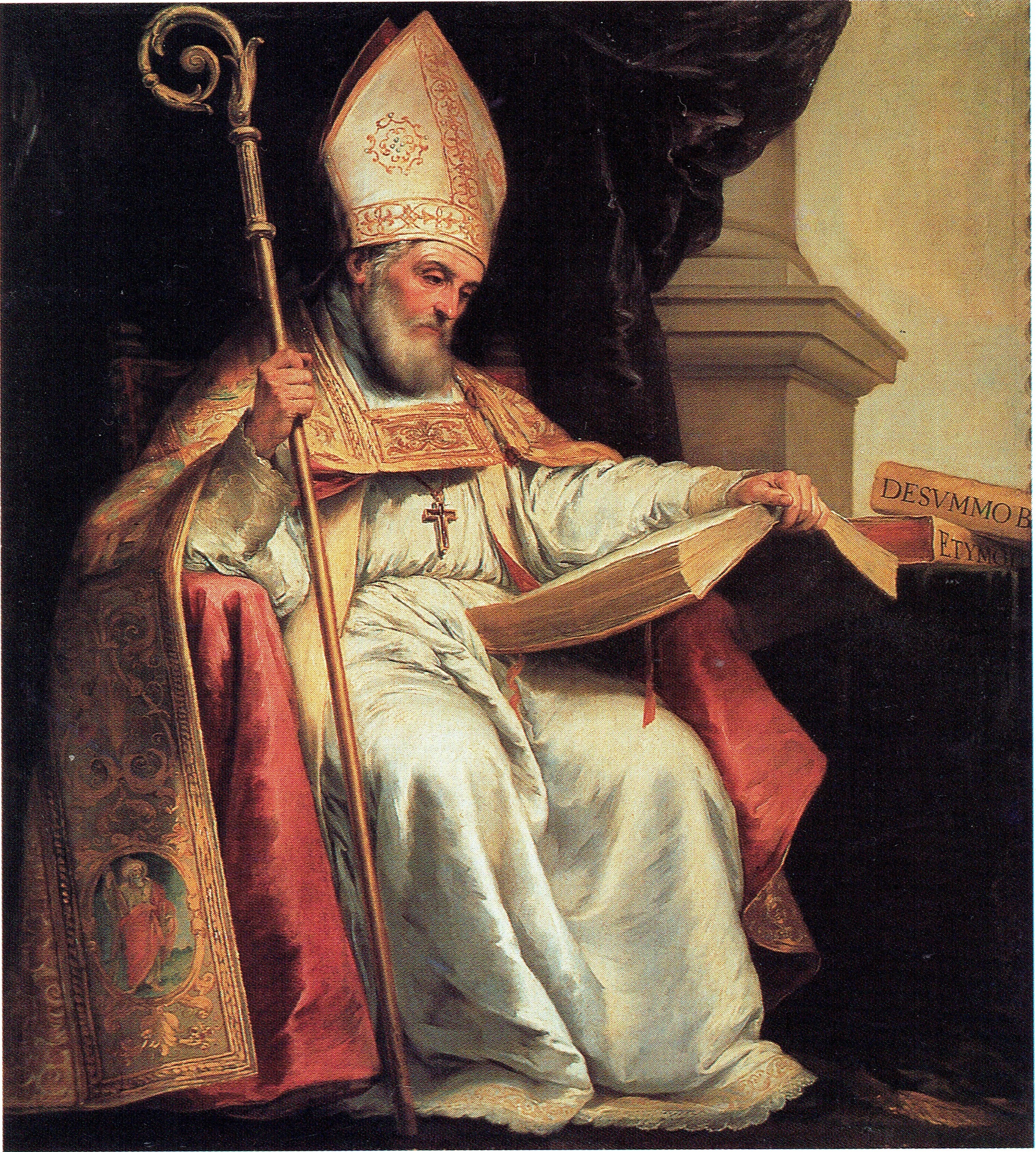
Bartolomé Esteban Murillo: Isidor din Sevilla, episcop și cronicar important din secolul V

Termenul de Cronicar, derivat din cronologie, cf. gr. χρόνος (chronos) = timp, λóγος (logos) = studiu, discurs, știință sau istoric (grec.  ἱστορία (historia) = cercetare, investigare) este o persoană care descrie o anumită perioadă istorică folosind ca izvoare scrise ca manuscripte, scrisori, date furnizate de descoperirile arheologice, cronica de familie sau o descriere cronologică a evenimentelor cotidiene sportive, literare etc.
- Exemple de cronicari:
- Grigore Ureche primul cronicar moldovean de seamă a scris Letopisețul Țării Moldovei.
- Miron Costin, cronicar și poet moldovean.
- Ion Neculce, cronicar moldovean, boier mare și a ocupat diferite funcții la curtea domnească.
- Călugărul cronicar Eftimie, preamărește domnia lui Alexandru Lăpușneanu.
- Cronicarul polon Jan Długosz descrie domnia lui Vladislav al II-lea și bătălia de la Podul Înalt.
- Julius Teutsch, cronicar sas, a scris Etnografia Țării Bârsei.
- Nestor Cronicarul, autor al principalei Cronici rusești.
- Fulcher din Chartres, cronicar, a descris Regatul Ierusalimului.
- Nicolae Filimon unul dintre primii noștri cronicari muzicali și teatrali. A scris opera Ciocoii vechi și noi.
- Matthew Paris (ca. 1200 - 1259), cronicar, călugăr benedictin.
- Ovidiu Papadima  scriitor român, a debutat în postura de cronicar literar.
- Radu Greceanu este un cronicar muntean.
- Stoica Ludescu este un cronicar muntean.
- Macarie (? - 1 ianuarie 1558); episcop, cronicar.
- Cornel Ungureanu critic și istoric literar, cronicar literar.
- Radu G. Țeposu critic literar, eseist, cronicar literar.
- Virgil Gheorghiu cronicar muzical.
- Horia Gârbea cronicar literar, traducător de piese de teatru, scenarist.
- Nicolae Carandino a fost un scriitor, gazetar, traducător, cronicar dramatic și director al Teatrului Național.
- Nicolae Manolescu cronicar literar al României Literare vreme de treizeci de ani.
- Liviu Rebreanu scriitor; a desfășurat o susținută activitate de cronicar teatral.
- Dumitru Solomon dramaturg român, de asemenea eseist, cronicar dramatic, profesor de dramaturgie.
- Anatole France cronicar al revistei Le Temps (1887).
- Jean-François Revel proprietarul unei reviste. În 1982 devine cronicar al publicației Le Point.